# سفارة سيراليون لدى السعودية
سفارة سيراليون لدى السعودية هي الممثلية الدبلوماسية العليا لدولة سيراليون لدى المملكة العربية السعودية. تقع السفارة في حي المصيف في الرياض.